# Ziridava subrubida
Ziridava subrubida är en fjärilsart som beskrevs av W. Warren 1897. Ziridava subrubida ingår i släktet Ziridava och familjen mätare. Inga underarter finns listade i Catalogue of Life.